# María Cristina me quiere gobernar
María Cristina me quiere gobernar és una cançó espanyola del segle xix. Té el seu origen en la regència de María Cristina de Borbó i les guerres carlines.
Es desconeix si la cantaven els carlins per a burlar-se dels liberals, si els liberals contra els carlins o si la cançó parodiava a Agustín Fernández Muñoz, amant de la reina. Arran de diversos exilis d'espanyols metropolitans a Cuba, la cançó es popularitzà a l'illa. Ñico Saquito en feu una versió a la dècada del 1930 que fou un èxit.